# Аррою-ду-Тигри
Аррою-ду-Тигри (порт. Arroio do Tigre) — муниципалитет в Бразилии, входит в штат Риу-Гранди-ду-Сул. Составная часть мезорегиона Восточно-центральная часть штата Риу-Гранди-ду-Сул. Входит в экономико-статистический микрорегион Санта-Крус-ду-Сул. Население составляет 12 645 человек на 2007 год. Занимает площадь 318,524 км². Плотность населения — 39,2 чел./км².

## История
Город основан 6 ноября 1963 года.

## Статистика
- Валовой внутренний продукт на 2003 составляет 127 995 641,00 реалов (данные: Бразильский институт географии и статистики).
- Валовой внутренний продукт на душу населения на 2003 составляет 10 355,63 реалов (данные: Бразильский институт географии и статистики).
- Индекс развития человеческого потенциала на 2000 составляет 0,764 (данные: Программа развития ООН).